# Расланас, Пётр Петрович
Пётр Петрович Расланас (лит. Petras Raslanas; 25 марта 1914, Рига — 2002, Балашиха) — литовский коммунист, ставший сотрудником советских органов государственной безопасности, полковник КГБ.

## Биография

### Происхождение
Родился в Риге в литовской семье. Во время Первой мировой войны отец был призван в Русскую императорскую армию. В 1920 году вместе с матерью переехал в Литву. Из-за трудного материального положения семьи в 13 лет в Рокишкисе начал работать в кузнечной мастерской в Рокишкисе. Член комсомола с 1931 года и Коммунистической партии Литвы с 1938 года. В 1933 году осуждён литовским судом на 5 лет тюрьмы за антигосударственную деятельность. После присоединения Литвы к СССР направлен в НКВД, работал в Кедайняйском районном и Тельшяйском уездном отделениях госбезопасности. В последние месяцы перед началом Великой Отечественной войны занимался нейтрализацией литовских и немецких агентов, пытавшихся организовать провокации в Литовской ССР.

### В годы войны
После начала войны переведен в Москву во главе группы пограничников и сотрудников НКВД, которую и возглавлял. Проходил обучение в 1942—1943 годах в Центральной школе НКВД, изучал структуру вермахта, СС, гестапо, абвера и прочих германских военных организаций. Командовал литовской штурмовой группой НКГБ СССР, вошедшей в Каунас в 1944 году.

### После войны
В послевоенные годы Расланас занимал следующие должности:
- заместитель начальника 1-го отдела НКГБ — МГБ Литовской ССР (сентябрь — декабрь 1946)[6]
- заместитель начальника 5-го отдела МГБ Литовской ССР (январь — май 1950)[7]
- заместитель начальника Управления «2-Н» МГБ Литовской ССР (22 октября 1951 — 15 октября 1952)[8]
- заместитель начальника УМГБ по Клайпедской области МГБ Литовской ССР (15 октября 1952 — март 1953)[9]
- заместитель начальника УМВД по Клайпедской области МВД Литовской ССР (март — 8 мая 1953)[10]
- начальник 4-го Управления КГБ при СМ Литовской ССР (17 апреля — 13 мая 1954)[11]
- начальник Оперативно-технического отдела КГБ Литовской ССР (11 августа 1961 — 1 августа 1969)[12]

Также работал в Совете по делам религий.

### Уголовное дело
В 1988 году на волне гласности были рассекречены документы о расстреле 76 литовцев 25 июня 1941 года в Райняйском лесу, и литовскими общественно-политическими деятелями и движениями стали выдвигаться требования расследовать случившееся. Расланасу стали предъявлять первые обвинения, однако, по словам активистов, им чинило препятствия руководство КГБ. В октябре того же года Расланас дал три интервью, и «Саюдис» стал активно требовать ареста Расланаса. В апреле 1990 года дело приостановили из-за невозможности установить обвиняемого, а летом 1991 года Расланас продал свою вильнюсскую квартиру и после развода со своей второй женой Сильвией уехал в Москву.
В независимой Литве продолжили расследование: по собранным литовцами материалам Расланаса обвиняли в том, что план расстрела заключённых был утверждён ещё 24 апреля 1941 года. По свидетельствам председателя Тельшяйского исполкома Домаса Роцюса, на расстреле присутствовали сам Роцюс, агент НКГБ Галкин и начальник уездного отделения НКВД Расланас. Сам Расланас в письме к секретарю ЦК ЛКП(б) 7 октября 1942 года Антанасу Снечкусу утверждал, что расстрелянные были уголовниками, а не невинно осуждёнными.
20 июля 1996 года Министерство юстиции Литвы обратилось в Россию с просьбой об экстрадиции Расланаса, но получило отказ. Он был заочно приговорён в 2001 году к пожизненному лишению свободы. Некоторые сослуживцы Расланаса утверждали, что документы, свидетельствовавшие об участии Расланаса в расстреле гражданских, сфальсифицированы.

## Награды
Награждён 35 наградами, в том числе четырьмя орденами.